# 空白を満たしなさい
『空白を満たしなさい』（くうはくをみたしなさい）は、平野啓一郎による日本の長編小説。漫画雑誌『モーニング』（講談社）で、2011年40号から2012年39号まで鎌谷悠希のイラストを添えて連載された。編集は佐渡島庸平が担当した。
死んだはずの人間が生き返る世界。主人公は気づくと3年経っており、自殺だったと伝えられる。しかし、本人に死んだ時の記憶はなく、自殺するような理由が思い当たらない為、実は自分は殺されたのではないかと考えて、自らの死の理由を追求していく中で、生きること、死ぬこと、そして幸福ということの意味を知っていくさまを描く。

## あらすじ
死んだはずの人間が生き返る「復生者」のニュースが世界各地で伝えられていた。そんな最中、土屋徹生は勤務先の会議室で目覚めるが、同僚から3年前に自殺で死んだと伝えられる。しかし、妻と息子がいて幸せな生活を送っていた自分が自殺なんてするはずがない、実は自分は殺されたのではないかと考えた土屋が自らの死の理由を追求していく。

## 登場人物
土屋徹生
3年前まで会社員をしていた36歳の男性。会社で目覚めるが、同僚から3年前に自殺で死んだと聞かされる。
土屋千佳
徹生の妻。
土屋璃久
徹生と千佳の一人息子。
土屋保
徹生の亡父。徹生が1歳半の時に逝去。
土屋恵子
土屋保の妻。
寺田
徹生が診察に訪れた寺田医院の院長。徹生が「生き返った」ことを全く信じていない。
佐伯
徹生が勤務していた会社の警備員。

## 書誌情報
- 単行本：2012年11月27日発売、講談社、ISBN 978-4-06-218032-0
- 文庫本：2015年11月13日発売、講談社文庫
  - 上巻：ISBN 978-4-06-293248-6
  - 下巻：ISBN 978-4-06-293289-9

## テレビドラマ
2022年6月25日から7月30日までNHK総合テレビジョン「土曜ドラマ」で放送された。全5回。主演は柄本佑。

### キャスト

#### 主要人物
土屋徹生
演 - 柄本佑（中学生時：和田庵〈第1話〉）
3年前に自殺したが、生き返る。
土屋千佳
演 - 鈴木杏（小学ニ年時：松岡夏輝〈第4話・第5話〉）
徹生の妻。幼少期に両親から虐待を受けていた。
佐伯
演 - 阿部サダヲ

#### 徹生の関係者
土屋保
演 - 野川雄大（第1話・第4話）
徹生の父。故人。
土屋璃久
演 - 斉藤拓弥（全話）（1歳時：鈴木克親〈第2話・第4話・第5話〉）
徹生の息子。
土屋恵子
演 - 風吹ジュン（第2話・第4話・第5話）
徹生の母。
徹生の祖母
演 - 大方斐紗子（第4話）

#### 千佳の関係者
田村滋
演 - 国広富之（第5話）
千佳の父。
田村薫
演 - 木野花（第5話）
千佳の母。いわゆる「毒親」で、幼少期の千佳に「私は世界一心が汚れた子供です」と書いたTシャツを着せて路上に立たせるなどの虐待行為をしていた。
肉料理が嫌いで、食卓に肉は一切出さない。ただし、孫の璃久に対しては優しい顔を見せる一面もある。

#### 「トレジャーハント」とその関係者
秋吉浩一
演 - 萩原聖人（第1話・第2話・第5話）
秋吉多加子
演 - 田村たがめ（第1話・第2話・第5話）
比嘉
演 - 井之脇海（第2話）
ディスカウントショップ「トレジャーハント」の店員。
クレームの女性
演 - 占部房子（第2話）

#### 堂島製缶とその関係者
安西部長
演 - 渡辺いっけい（第1話・第4話）
権田工場長
演 - うじきつよし（全話）
権田アイ
演 - 永瀬莉子（第2話・第5話）
園田直樹
演 - 永岡佑（第1話）
堂島製缶 営業企画部。
西澤香
演 - 中川紅葉（第1話）
堂島製缶 経営企画部。
警備員
演 - 松井ショウキ（第1話・第4話）
石沢ビールCMタレント
演 - 中山卓也（第1話）

#### 復生者とその関係者
オカダ
演 - 岡部たかし（第1話）
水尾保健所 復生者社会復帰等 相談窓口。
木下郁男
演 - 藤森慎吾（第3話・第5話）
復生者。
ラデック（ラドスワフ・タタルチュック）
演 - ブレーク・クロフォード（第3話 - 第5話）
復生者。
野本こいし
演 - 禾本珠彩（第2話・第3話・第5話）
復生者。
野本栄一
演 - 日下部そう（第3話）
こいしの父。
野本ふみ
演 - 和田光沙（第2話・第3話）
こいしの母。
大石彩花
演 - 瀬戸さおり（第3話）
復生者。
飯田江理子
演 - 梅舟惟永（第3話）
復生者。
佐藤稔
演 - 岩谷健司（第3話）
復生者。
復生者
演 - 赤間麻里子（第3話）

金縁眼鏡の男（蔵内道山）
演 - 本田博太郎（第3話）
太田司郎
演 - 野間口徹（第3話）
復生者の会代表。
司会者
演 - 村岡希美（第3話）
澤井真悟
演 - 鎌田規昭（第3話）
弁護士。
復生者排斥デモ主宰者
演 - 湯浅浩史（第2話・第3話・第5話）
古ヶ崎
演 - 大河内浩（第3話）
前財務大臣。

#### その他
警部補
演 - 奥田洋平（第1話）
刑事一課長
演 - 多田木亮佑（第1話）
ニュースキャスター
演 - 山田泰三（第1話）
不動産会社 就職面接官
演 - みのすけ（第2話）
不動産会社 就職面接官
演 - 池田良（第2話）
就職面接官
演 - 奥田達士（第2話）
レポーター
演 - 石渡愛（第2話）
池原聡
演 - 滝藤賢一（第5話）
いのち支える自殺対策NPO「ふろっぐ」代表。

### スタッフ
- 原作 - 平野啓一郎『空白を満たしなさい』（講談社文庫 / 講談社刊）
- 脚本 - 高田亮
- 音楽 - 清水靖晃
- 制作統括 - 勝田夏子（NHKエンタープライズ）、落合将（NHK）
- 演出 - 柴田岳志（NHKエンタープライズ）、黛りんたろう[36]

### 放送日程
| 話数   | 放送日  | サブタイトル                                   | 演出         |
| ------ | ------- | ---------------------------------------------- | ------------ |
| 第1話  | 6月25日 | 死んだはずが生き返った男…自分はなぜ死んだのか? | 柴田岳志     |
| 第2話  | 7月02日 | 妻の秘密…生き返るべきではなかった?             | 柴田岳志     |
| 第3話  | 7月16日 | ついに真相判明…! 佐伯との再会                  | 黛りんたろう |
| 第4話  | 7月23日 | 思い出した…最期に何を思って死んだか            | 柴田岳志     |
| 最終話 | 7月30日 | いつか消える……その時まで                       | 柴田岳志     |

- 7月9日は、放送休止。

#### 英訳版
NHKワールドTV「NHK Drama Showcase」（日曜日の9時台・21時台に原版+英語字幕スーパー版。同15時台と月曜3時台に英語吹き替え版）として、2022年10月16日から11月13日に、日本国内のひかりTV・ケーブルテレビ局を含む全世界160か国向けに「Fill in the Blanks」の英題名を付けて放送された。
| NHK総合テレビジョン 土曜ドラマ       | NHK総合テレビジョン 土曜ドラマ                 | NHK総合テレビジョン 土曜ドラマ                 |
| 前番組                               | 番組名                                         | 次番組                                         |
| ------------------------------------ | ---------------------------------------------- | ---------------------------------------------- |
| 17才の帝国 （2022年5月7日 - 6月4日） | 空白を満たしなさい （2022年6月25日 - 7月30日） | 一橋桐子の犯罪日記 （2022年10月8日 - 11月5日） |

### その他
本作で主人公の土屋徹生を演じる柄本佑は、裏番組に当たる日本テレビ系「土曜ドラマ」『初恋の悪魔』で小鳥琉夏役で出演しており、業界でタブー視される裏被りが発生している。